# Carousel (gruppo musicale)
I Carousel sono un duo musicale lettone fondato nel 2015 a Riga e formato da Sabīne Žuga e Mārcis Vasiļevskis.
Hanno rappresentato la Lettonia all'Eurovision Song Contest 2019 con il brano That Night, non riuscendo a qualificarsi per la serata finale.

## Storia del gruppo
I Carousel si sono formati nel 2015 nella capitale lettone. Nel 2019 hanno partecipato a Supernova, il processo di selezione per la ricerca del rappresentante eurovisivo lettone, con il brano That Night. Nella serata finale del 16 febbraio hanno vinto il voto della giuria e sono arrivati secondi nel televoto, totalizzando abbastanza punti da vincere la selezione e diventare di diritto i rappresentanti nazionali all'Eurovision Song Contest 2019 a Tel Aviv. Qui si sono esibiti nella seconda semifinale del 16 maggio, ma non si sono qualificati per la finale, piazzandosi al 15º posto su 18 partecipanti con 50 punti totalizzati, di cui 13 dal televoto e 37 dalle giurie. Sono risultati i più votati dal pubblico della Lituania.

## Formazione
- Sabīne Žuga
- Mārcis Vasiļevskis
- Mareks Logins
- Staņislavs Judins

## Discografia

### EP
- 2019 – Sketches of Sleepless Nights

### Singoli
- 2019 – That Night
- 2019 – Little Nights